# ハロー・グッドバイ
「ハロー・グッドバイ」（Hello, Goodbye）は、ビートルズの楽曲である。1967年11月にシングル盤として発売され、B面にはジョン・レノン作の「アイ・アム・ザ・ウォルラス」が収録された。レノン＝マッカートニー名義となっているが、実質的にはポール・マッカートニーによって書かれた楽曲で、バンドのマネージャーであるブライアン・エプスタインの死去後に発売された初のシングル。シングルは、イギリス、アメリカ、ニュージーランド、カナダ、オーストラリアなど多数の国のシングルチャートで第1位を獲得した。
歌詞は「二元性」をテーマとしたもので、エプスタインのアシスタントであったアリステア・テイラーから作詞作曲に関する質問に答え、マッカートニーはハーモニウムを弾きながら、テイラーに発した言葉に対して相対するものを叫ぶことを頼んだことに由来している。完成した楽曲には、メンバー4人の演奏以外に外部ミュージシャンによるヴィオラが加わっており、曲のエンディングではアドリブ演奏が聴ける。プロモーション・フィルムは3種類制作され、アメリカではそのうちの1種が『エド・サリヴァン・ショー』で放送されたが、イギリスではマイム禁止法による規制のため、放送されることはなかった。
「ハロー・グッドバイ」は、音楽評論家から様々な反応を受けており、「上質なポップ・ナンバー」といった肯定する評価や、「取るに足らない曲」といった否定的な評価がなされている。楽曲は、アメリカで発売されたキャピトル編集盤『マジカル・ミステリー・ツアー』に収録されたのち、『ザ・ビートルズ1967年〜1970年』や『ザ・ビートルズ1』などのコンピレーション・アルバムにも収録された。マッカートニーは、2002年の「Driving World」ツアーを皮切りに、ソロライブで頻繁に演奏している。ジェームズ・ラスト、バド・シャンク、アラン・トゥーサン、ザ・キュアーらによってカバー・バージョンが発表された。

## 背景
「ハロー・グッドバイ」は、レノン＝マッカートニー名義となっているが、実質的にはポール・マッカートニーが単独で書いた楽曲となっている。作詞には、ブライアン・エプスタインのアシスタントであったアリステア・テイラーが関係している。
テイラーは、マッカートニーの自宅を訪問し、ビートルズの楽曲の歌詞の書き方を尋ねた。すると、マッカートニーはハーモニウムを演奏しながら、テイラーに対し「この世に存在する相対するものを叫んでみて」と要求。テイラーが「black and white, yes and no, stop and go, hello and goodbye」と答えたことから本作が生まれた。
このことについてマッカートニーは、1990年代に作家のバリー・マイルズとの対談で、「相対する事柄について書いたもので、ジミニャーノの影響かな。深遠なテーマさ。男と女、黒と白、漆黒と象牙色、高いと低い、正確さと不正確、上と下、こんにちはとさようなら…曲にするのは簡単だった」「物事の二面性について書いた曲で、いつだって僕は前向きな方面に立ってる。それは今でも変わらないよ」と語っている。
なお、マッカートニーが作曲した時期には、ビートルズの伝記作家内でいくつかの説が存在している。音楽評論家のイアン・マクドナルドは1967年9月下旬に作曲したとしていて、ジャーナリストのボブ・スピッツは6月25日に世界同時中継された番組『われらの世界』のために書いた曲の一つとしている。

## レコーディング
「ハロー・グッドバイ」のレコーディングは、1967年10月にEMIレコーディング・スタジオで開始された。この当時、マッカートニー主導で制作されたテレビ映画『マジカル・ミステリー・ツアー』の撮影が終盤に差しかかっていた。
10月2日にプロデューサーのジョージ・マーティンとレコーディング・エンジニアのジェフ・エメリックとケン・スコットと共に、当時「Hello Hello」と題されていた本作のベーシック・トラックの録音に着手。マッカートニーがピアノ、レノンがハモンドオルガン、ジョージ・ハリスンがマラカス、リンゴ・スターがドラムという編成で、14テイク録音された。後にリダクションし、コーダ部分にタンバリン、コンガ、ボンゴをオーバー・ダビング。
10月19日に、マッカートニーはリード・ボーカルを、ハリスンはレスリースピーカーを通したリードギターがテイク16にオーバー・ダビングした。他にはバッキング・ボーカルとハンドクラップもオーバー・ダビングされている。なお、マッカートニーのボーカルは、テープの回転速度を遅くして録音された。このテイク16は、1996年に発売された『ザ・ビートルズ・アンソロジー2』に収録されている。このテイク16ではマッカートニーのボーカルに対してのオブリガートをはじめ、ギター・パートが多く含まれているが、完成形ではそのほとんどがマッカートニーのスキャットに置き換えられた。このギター・パートの削除が、後に「ヘイ・ジュード」のセッション時やゲット・バック・セッションで見られたマッカートニーとハリスンの不和の一端とされている。
10月20日にテイク16をリダクションした後に、2本のヴィオラが追加された。ヴィオラは、ケネス・エセックスとレオ・バーンバウムによって演奏された。10月25日と11月2日にベースがオーバー・ダビングされた。

## リリース
「ハロー・グッドバイ」は、1967年のクリスマスシーズンにリリースされるためのシングルとして選ばれた。B面にはレノン作の「アイ・アム・ザ・ウォルラス」が収録された。なお、このシングル盤は、マネージャーのブライアン・エプスタイン死去後初のシングル盤となった。レノンは、自身が書いた「アイ・アム・ザ・ウォルラス」がB面に追いやられたこともあってか、「シングルのために書かれた曲だけど、別に名曲というわけじゃない。この曲でいいところと言えば、『涙の乗車券』みたいなエンディングにしようと、僕がピアノを弾いた最後のアドリブっぽい部分くらいだ」「“ハロー・グッドバイ”が“アイ・アム・ザ・ウォルラス”をB面に追いやった。こんなの信じられるか？」と語っている。
イギリスでは、1967年11月24日にパーロフォンから発売され、1967年12月27日付の全英シングルチャートで1位を記録し、2位にランクインしたEP『マジカル・ミステリー・ツアー』と共に3週に渡ってトップ2を保っていた。のちに1968年1月23日付のチャートより1963年に発売されたシングル『シー・ラヴズ・ユー』以来となる7週連続1位を記録。
アメリカでは1967年11月27日にキャピトル・レコードから発売（LP『マジカル・ミステリー・ツアー』と同時発売）された。1967年12月30日付のBillboard Hot 100より3週連続で第1位を獲得。『ビルボード』誌の1967年度年間ランキングでは第17位。『キャッシュボックス』誌では2週連続第1位を獲得。アメリカでは100万枚以上のセールスを記録し、イギリスでは80万枚以上のセールスを記録している。

## プロモーション・フィルム
この曲のプロモーション・フィルムは、3種類制作されている。いずれのクリップもマッカートニーが監督の下で、1967年11月10日にオデオン コヴェントガーデンで撮影が行なわれた。
- 『サージェント・ペパーズ・ロンリー・ハーツ・クラブ・バンド』のジャケットの衣装を着たメンバーがサイケデリックな雰囲気でバンド演奏しているもの。リンゴ・スターのドラムセットが場面によって大きくなったり、小さくなったりする。なお、映像の途中ではメンバーが1963年に着用していた襟なしのスーツを着用している[39]。コーダ部分ではフラダンサーが登場する。
- 普段着で通常のドラムがセットされたもの[40]。背景も1本目と異なり、田舎の風景が描かれている。
- 両バージョンのオフショットを交えた映像[40]。後半で何故かレノンが曲調に似合わず、ツイストを踊ったりしている。

アメリカで1967年11月26日に放送された『エド・サリヴァン・ショー』で1作目のプロモーション・フィルムが放送された。ビートルズは、BBCの音楽番組『トップ・オブ・ザ・ポップス』で放送されることを期待していたが、イギリスではミュージシャンズ・ユニオンの規定でテレビ番組での口パクが禁じられていた。これを踏まえ、ジョージ・マーティンはヴィオラをカットしたミックスを作成したが、口パク・当て振りをしていることは明白であったため、プロモーション・フィルムの放送は見送られた。その代替として、1964年に上映されたビートルズ主演映画『ハード・デイズ・ナイト』から抜粋された映像に「ハロー・グッドバイ」の音源が被せられたものが放送された。
いずれのバージョンも2015年11月6日に発売された『ザ・ビートルズ 1+』のDVD・Blu-rayに収録されている。なお、ヴィオラをカットしたミックスは、現在も音源化されていないうえ、このミックスを使用した映像は発売されていない。

## 評価
1967年12月に発行された『ニューヨーク・タイムズ』紙でリチャード・ゴールドスタインは、「ハロー・グッドバイ」について「B面向きの曲」とした上で、「面白い曲だが、A面曲としては劣っている」と評した。『メロディ・メイカー』誌のニック・ジョーンズは「表向きにはシタールを使っていない非常に“普通な”ビートルズのレコードで、私たちがとても好むようになった幻想的なサウンドが織り込まれた複雑な曲になっている」と評した。『NME』誌のデレク・ジョンソンは、「ハロー・グッドバイ」のシンプルさを支持し、「非常に商業的で、ビートルズがあまりにも先進的であると感じている人へのメッセージ」と評している。『キャッシュボックス』誌は「最低限の歌詞、最低限のメロディ、そして実質的に主題はないが、ビートルズにはジョンとポールが連携して、窮屈な世界にパンクロマティックな虹色のサウンドを詰め込む新しい側面がある」と評している。
『ラフガイド』のクリス・インガムは、「どうということもない手軽な歌詞とコードを演奏することで、はるかに挑戦的な『アイ・アム・ザ・ウォルラス』がA面曲になるのを妨害した」とし、文化評論家のスティーブン・D・スタークは「最もキャッチーな曲」としながら、「もしもこれまでのようにジョンとポールの共作であったら、ジョンはポールに歌詞の書き直しを求めていただろう」と述べている。その一方で、『オールミュージック』のリッチー・アンターバーガーは、「広大かつ見事で、革新的なシングル曲」と評している。『ピッチフォーク・メディア』のスコット・プラゲンフーフは「うんざりするほど単純な歌詞はセールス向きだ」としながらも、「遊園地の乗り物のようなメロディと、リードボーカルとバッキング・ボーカルの相互作用により、曲よりもはるかに優れたレコードになった」と評している。
2015年に『NME』誌が発表した「グレイテスト・ビートルズ・ソングス100」でザ・キュアーによる選曲で91曲目、Ultimate Classic Rockが発表した「Top 50 Beatles Songs」では第45位にランクインした。『ローリング・ストーン』誌が発表した「グレイテスト・ビートルズ・ソングス100」では第100位にランクインしていて、同誌は「マッカートニーは、非常に生き生きした『ハロー・グッドバイ』が最も目覚ましい作曲をした瞬間であると主張したことがない」と述べている。2006年に『モジョ』誌が発表した同様のリストでは第36位にランクインし、「文句なしに史上最高のポップ・ソング」と評されている。ステファン・スピニェシとマイケル・ルイスの共著書に掲載された「ベスト・ビートルズ・ソングス100」では第76位にランクインしており、スピニェシとルイスは「傑作」「上質で、新鮮さを持ったポップ・ナンバー」と評している。

## クレジット
※出典。
ビートルズ
- ポール・マッカートニー - ダブルトラックのリード・ボーカル、バッキング・ボーカル、ピアノ、ベース、ボンゴ、コンガ
- ジョン・レノン - バッキング・ボーカル、リードギター、ハモンドオルガン
- ジョージ・ハリスン - バッキング・ボーカル、リードギター
- リンゴ・スター - ドラム、マラカス、タンバリン、バッキング・ボーカル（コーダ）

外部ミュージシャン・スタッフ
- ケネス・エセックス - ヴィオラ
- レオ・バーンバウム - ヴィオラ
- ジョージ・マーティン - プロデュース
- ジェフ・エメリック - エンジニア
- ケン・スコット - エンジニア

## チャート成績

### 週間チャート
| チャート (1967年 - 1968年)              | 最高位 |
| --------------------------------------- | ------ |
| オーストラリア (Go-Set National Top 40) | 1      |
| オーストリア (Ö3 Austria Top 40)        | 2      |
| ベルギー (Ultratop 50 Wallonia)         | 1      |
| ベルギー (Ultratop 50 Flanders)         | 2      |
| Canada Top Singles (RPM)                | 1      |
| オランダ (Single Top 100)               | 1      |
| フランス (SNEP Singles)                 | 1      |
| 日本 (オリコン)                         | 15     |
| アイルランド (IRMA)                     | 2      |
| ニュージーランド (Listener Chart)       | 1      |
| ノルウェー (VG-lista)                   | 1      |
| スウェーデン (Kvällstoppen Chart)       | 1      |
| スイス (Schweizer Hitparade)            | 2      |
| UK Record Retailer Chart                | 1      |
| US Billboard Hot 100                    | 1      |
| US Cash Box Top 100                     | 1      |
| 西ドイツ (Musikmarkt Hit-Parade)        | 1      |

### 年間チャート
| チャート (1968年)                       | 順位 |
| --------------------------------------- | ---- |
| オーストラリア (Go-Set National Top 40) | 38   |
| オーストリア (Austrian Singles)         | 17   |
| ベルギー (Ultratop)                     | 46   |
| Canada Top Singles (RPM)                | 30   |
| オランダ (Dutch Singles)                | 60   |
| イタリア (Italian HitParade)            | 80   |

## 認定
| 国/地域                                             | 認定 | 認定/売上数 |
| --------------------------------------------------- | ---- | ----------- |
| アメリカ合衆国 (RIAA)                               | Gold | 1,000,000^  |
| * 認定のみに基づく売上数 ^ 認定のみに基づく出荷枚数 |      |             |

## メディア等での使用
- ビートルズ主演のテレビ映画『マジカル・ミステリー・ツアー』では、本作のアドリブ部分（「Hela, Heba, Helloa」というフレーズ）がエンドクレジットで使用された[79]。
- フジテレビ系列のテレビ番組『ボクらの時代』のオープニングテーマとしても使われている[80]。
- 中学1年外国語の教材にも使われており、東京書籍出版のNEW HORIZON①に英語の歌として、使われている[81]。
- お笑い芸人のナイツが、「その歌に対してツッコミを入れる（土屋伸之が原曲をうたい、ボケの塙宣之が突っ込む、というもの）」ネタを披露した際に、この曲を取り上げている[82]。

## マッカートニーによるライブでの演奏
ビートルズは、1966年8月のアメリカツアーを以てライブ活動を終了したため、ビートルズ活動期にライブで「ハロー・グッドバイ」が演奏されることはなかった。
マッカートニーは、ビートルズ解散後のソロのライブにて度々「ハロー・グッドバイ」を演奏しており、、「The Paul McCartney World Tour」（1989年 - 1990年）では「プット・イット・ゼア」とのメドレーとして演奏され、その時の音源は『ポール・マッカートニー・ライブ!!』に収録された。「Driving World Tour」（2002年）や「Back in the World Tour」（2003年）、「On the Run Tour」（2011年 - 2012年（一部公演））では、オープニング・ナンバーとして演奏された。
フル演奏されたときのライブ音源は、『バック・イン・ザ・U.S. -ライブ2002』（2002年）、『バック・イン・ザ・ワールド』（2003年）に収録されている。

## カバー・バージョン
- ジェームス・ラスト - 1968年に発売されたアルバム『Non Stop Dancing 65』に収録[89]。
- ホリーリッジ・ストリングス（英語版） - 1968年に発売されたアルバム『The Beatles Song Book Vol. 5』に収録[89]。
- バド・シャンク - 1968年に発売されたアルバム『Magical Mystery』に収録[89]。
- ソウルフル・ストリングス（英語版） - 1968年に発売されたアルバム『Another Exposure』に収録[89]。
- 沢田研二 - 1972年に発売されたアルバム『Julie III Sawada Kenji Recital』に収録。
- THE SQUARE - 1983年に発売されたアルバム『うち水にRainbow』に収録。
- アラン・トゥーサン - 1989年に発売されたアルバム『Beatles Songbook: 24 Memorable Themes』に収録[90]。
- ドワイト・トゥイリー（英語版） - 2009年に発売されたアルバム『Out Of The Box』に収録[89]。
- イエロー・マジック・オーケストラ - 2009年に開催されたライブイベント「WORLD HAPPINESS 2009｣で披露。2010年に発売された『commmons: schola vol.5 Yukihiro Takahashi & Haruomi Hosono Selections: Drums & Bass』でもカバーしている[91]。BSジャパン『NIKKEI×BS LIVE 7PM』のオープニングテーマにて使用。
- アンバー・ライリー、コリー・モンティス、リア・ミシェル - 2010年に発売されたサウンドトラック・アルバム『Glee: The Music, Volume 3 Showstoppers』に収録[92]。後にシングルとしてリカットされ[93]、カナダで最高23位[94]、アイルランドで最高24位を記録した[95]。
- 木村カエラ - 2012年に発売されたシングル『Sun shower』に収録。キヤノン ミラーレスカメラ『EOS M』のCMソング起用された[96]。
- アッシュ - 2012年に発売されたカバーEP『Little Infinity EP』に収録[89]。
- ザ・キュアー featuring ジェイムズ・マッカートニー[注釈 5] - 2014年に発売されたトリビュート・アルバム『The Art of McCartney』に収録[97]。
- Shiggy Jr. - 2016年に発売されたトリビュート・アルバム『Hello Goodbye』に収録[98]。
- エイミー・リー - 2016年に発売されたアルバム『Dream Too Much』に収録[99]。